# 硨磲亞科
砗磲亚科，俗名巨蛤，是非常大的鹹水蛤的分類亞科，是鸟蛤科（Cardiidae）海洋双壳纲軟體動物。
砗磲亚科是一類體型巨大的海底貝类，有明顯的波浪形開合紋路，平均直径可达1.2m，重量達100公斤。
砗磲亚科屬於雙殼綱，雖然有硬殼，但卻是一種軟體動物，大硨磲（Tridacna gigas）為其中最大者，本分類元過往曾經屬於真瓣鳃目（Eulamelliranciiia），是硨磲總科之下唯一的一個科，但現在砗磲亚科是簾蛤目鳥蛤科中的一個亞科。本科物種绝大部分种类都是贝类，牠們均擁有厚重的貝殻，生活在印度洋-太平洋海域温暖水域的珊瑚礁中，许多种类和甲藻类以及能進行光合作用的双鞭毛虫门物種（例如：蟲黃藻）共生。

## 名稱
由於“硨磲”二字较为生僻，因此擁有大量俗名，在中國可以叫做陣渠、車蕖、水車貝、牛車貝，在台灣又叫做五爪貝、五爪蚶、hâu-pau-giô（台羅）。
“砗磲”一名始于西汉，因硨磲的貝壳表面有一道道厚重又放射状的沟槽，其状如古代车輪碾過的痕跡，故称车渠，后人因其坚硬如石，在车渠旁加上“石部”，從此成為專用字。

## 描述
此亞科包含現存最大的雙殼類動物，包括大硨磲（巨蚌）。它們的外殼很重，有 4-6 個褶皺。外套膜通常顏色鮮豔。它們棲息在印度洋-太平洋海域地區溫暖海域的珊瑚礁中。大多數蛤與光合双鞭毛虫（蟲黃藻）共生，這是光共生的一種。

## 特征
- 贝壳大而厚重，略呈三角形，平均长可达1米。
- 贝壳的面上有高垄，垄上有重叠的鳞片，一般有4－6个褶皱；壳顶弯曲，锯齿状壳缘。
- 贝壳外面通常白色或浅黄色，内面白色；外套膜缘呈黄、绿、青、紫等鲜艳的色彩，极美丽。
- 大砗磲的貝殼在古代被當做是一種是宝石，亦是佛教中用來供奉佛菩薩們的七寶圣物之一。

## 系統學
本分類儘管已被降格多年，但仍被不少文獻登记為「硨磲科」，但現代系统发生学分析把本分類歸納為鳥蛤科之下的一個亞科。本亞科只有兩個屬，而近期的基因證據表明這兩個屬是單系群的姊妹分類。以下為這兩個屬及其下的物種：
- 硨蠔屬 Hippopus Lamarck, 1799
  - 硨蠔 Hippopus hippopus (Linnaeus, 1758)
  - 瓷口砗磲 Hippopus porcellanus Rosewater, 1982
- 砗磲蛤属 Tridacna
  - 硨磲亞屬 Tridacna Bruguière, 1797
    - 無鱗硨磲 Tridacna derasa (Röding, 1798)
    - 大硨磲 Tridacna gigas Linnaeus, 1758
    - 魔鬼砗磲 Tridacna tevoroa Lucas, Ledua & Braley, 1990

  - Chametrachea
    - 肋脈砗磲 Tridacna costata Richter, Roa-Quiaoit, Jantzen, Al-Zibdah, Kochzius, 2008
    - 番紅硨磲 Tridacna crocea Lamarck, 1819
    - 長硨磲 Tridacna maxima Röding, 1798（＝Tridacna elongata）
    - 罗氏砗磲 Tridacna rosewateri Sirenho & Scarlato, 1991
    - 鱗硨磲 Tridacna squamosa Lamarck, 1819

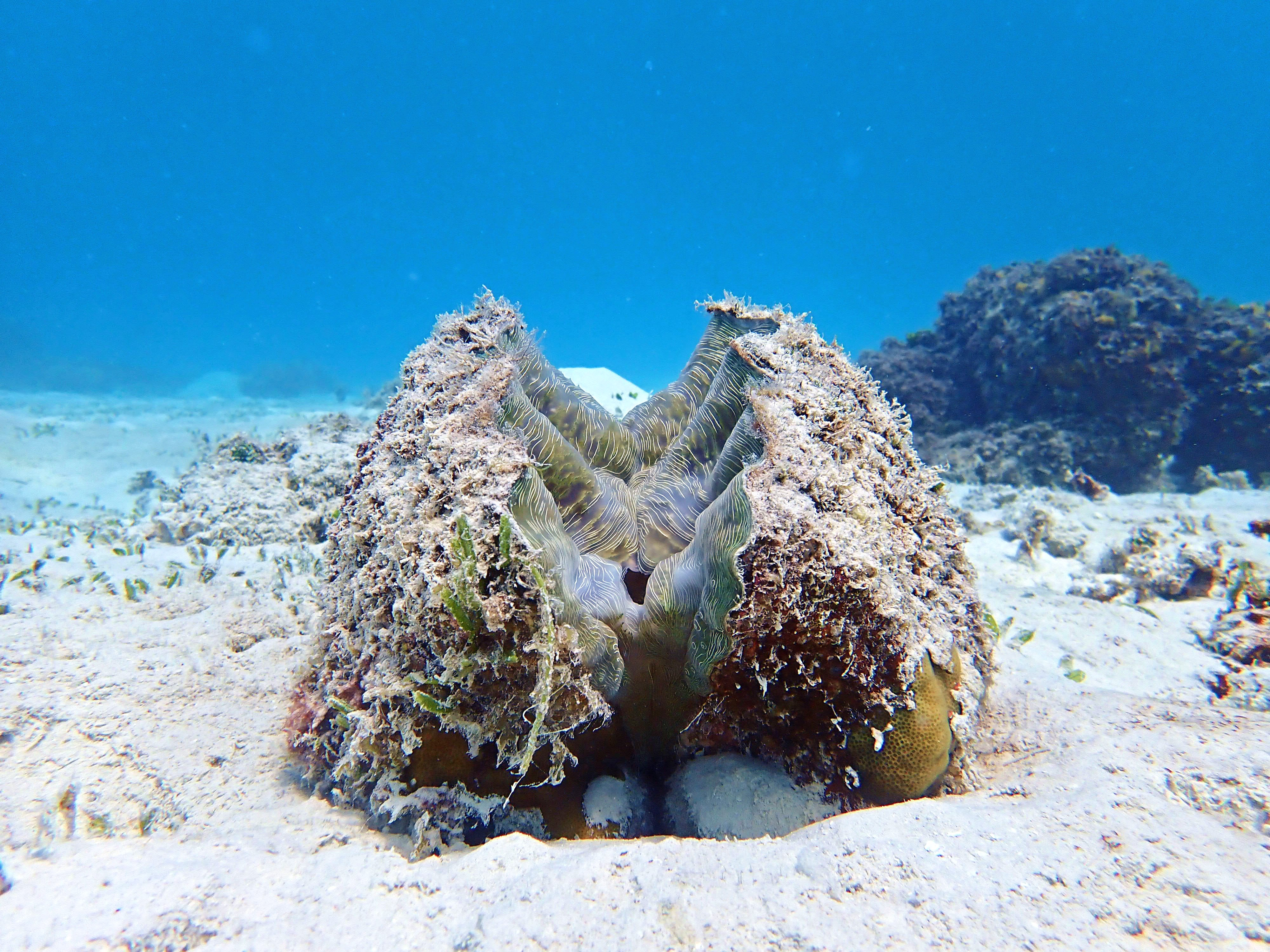
硨蠔 Hippopus hippopus (瓦努阿图)
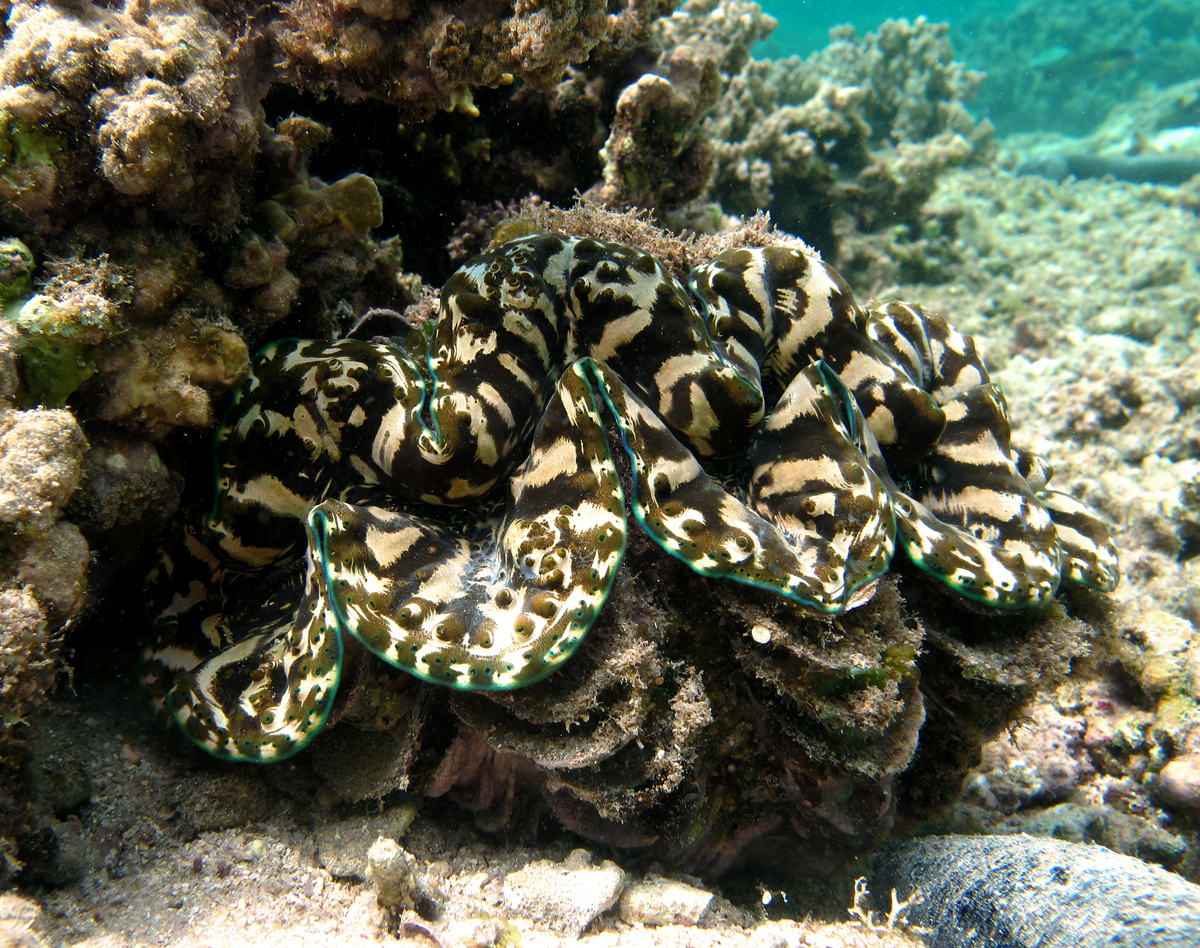
鱗硨磲 Tridacna squamosa(留尼汪島)
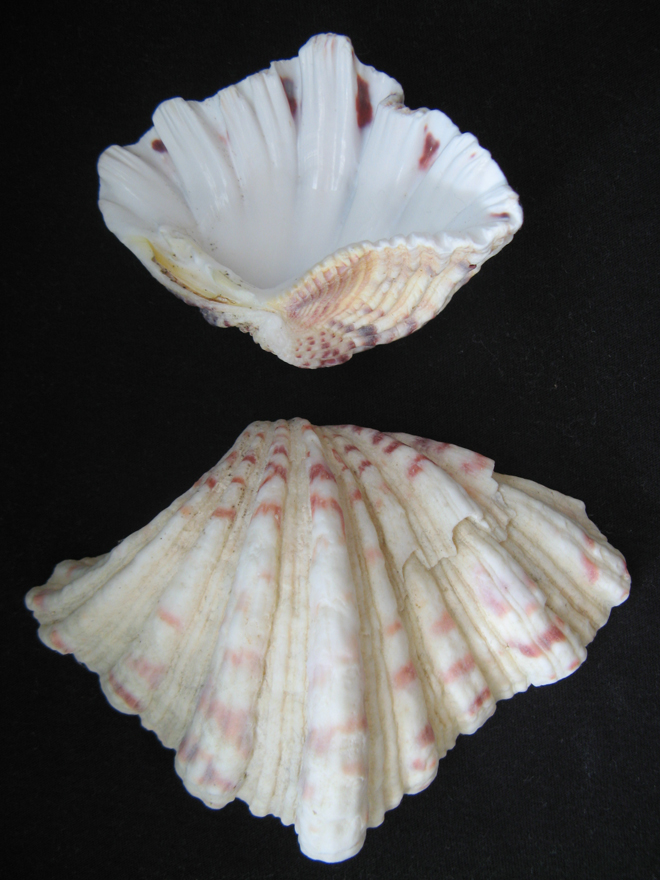
硨蠔Hippopus hippopus貝殼
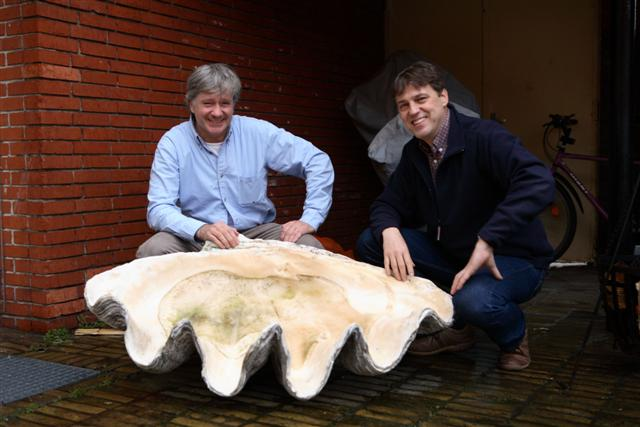
巨蛤(大硨磲)貝殼

## 保育狀況
硨磲亞科的所有物种均受《瀕危野生動植物種國際貿易公約》（CITES）附錄二的保護，被限制出口及貿易，這意味著國際貿易需要獲得 CITES 許可證。

## 養殖
在菲律賓等一些地區，養殖該亞科的較小成員是為了供應東亞的海洋水族館貿易和食品貿易。

## 演化史
硨磲亞科在始新世起源於西歐，在漸新世向東擴展到阿拉伯半島，並在上新世-更新世期間在印度-太平洋地區建立了現代分佈。

## 外部連結
- Description